# Parantropora laguncula
Parantropora laguncula är en mossdjursart som först beskrevs av Ferdinand Canu och Ray Smith Bassler 1929.  Parantropora laguncula ingår i släktet Parantropora och familjen Antroporidae. Inga underarter finns listade i Catalogue of Life.